# Paul Kossoff

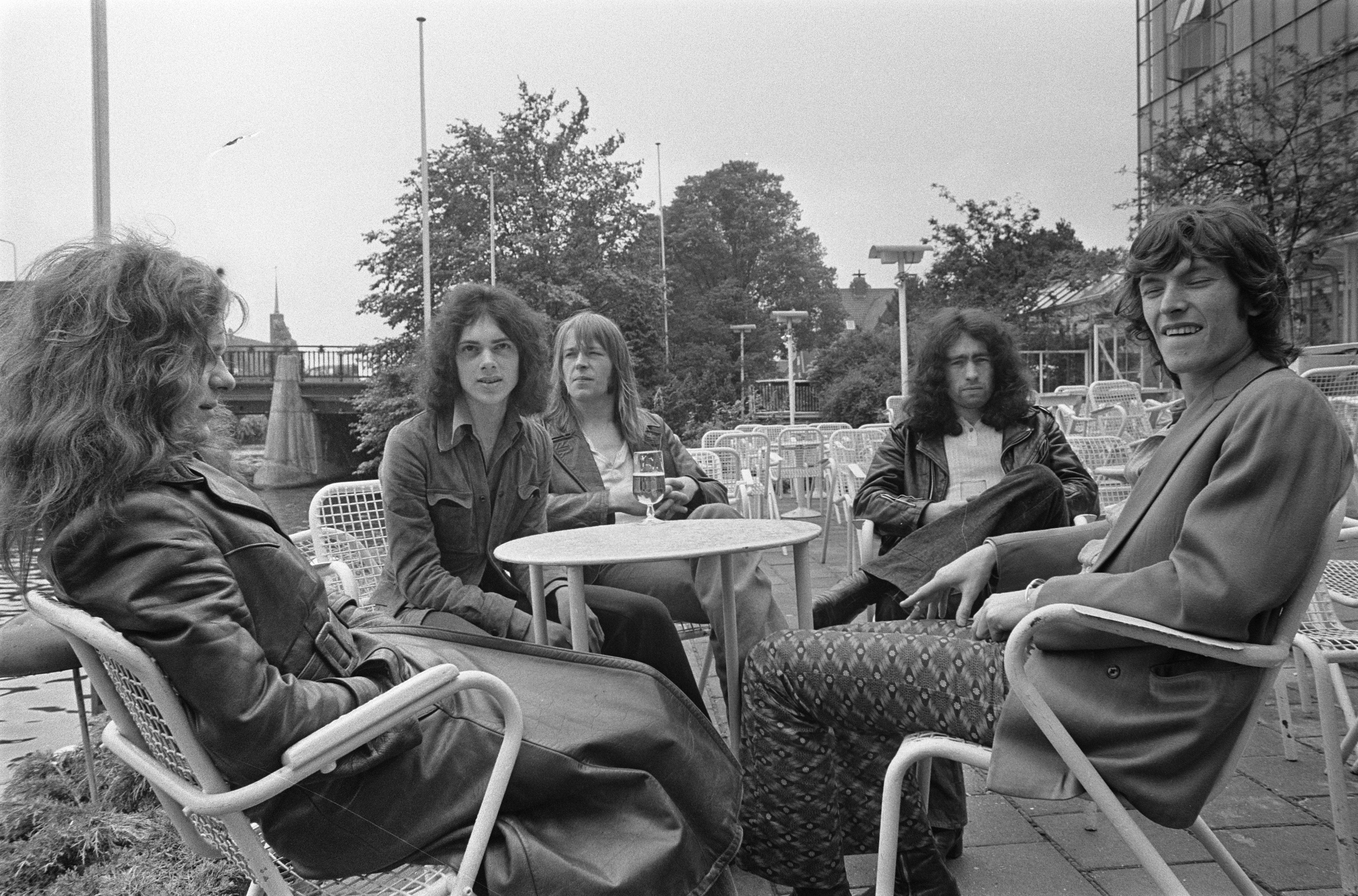
Free (Amsterdam, 1970): Paul Kossoff, Andy Fraser, Simon Kirke, Paul Rodgers & Steve Winwood

Paul Francis Kossoff (14 septembrie 1950 - 19 martie 1976) a fost un chitarist englez de muzică rock cel mai cunoscut ca membru al trupei Free.
Kossoff a fost clasat pe locul 51 în lista "Celor mai buni 100 de chitariști ai tuturor timpurilor" stabilită de revista Rolling Stone.

## Discografie
- Back Street Crawler (1973)
- Koss (1977)

1. 1 2  „Paul Kossoff”, Gemeinsame Normdatei, accesat în 3 mai 2014
2. ↑  Paul Kossoff, Discogs, accesat în 9 octombrie 2017
3. 1 2  Autoritatea BnF, accesat în 10 octombrie 2015
4. 1 2  Paul Kossoff, Find a Grave, accesat în 9 octombrie 2017
5. ↑  Find a Grave, accesat în 23 iunie 2024